# Estresse ambiental
Estresse ambiental se refere a qualquer condição que imponha perturbação ou pressão ao meio ambiente. Sob certos aspectos pode ser entendido como um sinônimo de impacto ambiental. 
O estresse pode ocorrer por causas naturais, como por exemplo em um incêndio florestal causado por um raio, ou uma erupção vulcânica que destrói ou prejudica a região em seu entorno e libera gases tóxicos na atmosfera, fenômenos que fazem parte da dinâmica natural do ambiente. No entanto, o conceito é usualmente empregado em relação às atividades humanas, que são a grande responsável hoje em dia pelo estresse ambiental, através principalmente da sua causa básica, a explosão demográfica, que tem gerado crescente demanda por espaço, energia, alimentos e outros recursos naturais, levando à sua superexploração em larga escala e à destruição ou degradação de muitos ecossistemas. Segundo a definição do Conselho Nacional do Meio Ambiente, é "qualquer alteração das propriedades físicas, químicas ou biológicas do meio ambiente, causada por qualquer forma de matéria ou energia resultante da atividade humana".
O estresse pode ser físico, químico ou biológico, e pode ser sistêmico ou localizado, mas seus componentes não raro agem sinergicamente e ampliam seus efeitos, os quais podem ser variados e graves. Alguns processos antropogênicos que desencadeiam grande estresse ambiental são o desmatamento, o aquecimento global, a poluição, o declínio da biodiversidade e a invasão de ecossistemas por espécies exóticas.